# Louis Boucoiran
Pour les articles homonymes, voir Boucoiran.
Pour le haut fonctionnaire, voir Louis Boucoiran.
Louis Boucoiran (1813-1895) est un essayiste français.

## Biographie
Cousin de Numa et frère de Jules Boucoiran, fils du négociant Grégoire Boucoiran, il naît à Nîmes en 1813. Après des études au lycée de garçons de Nîmes, il prend la suite de son père. Il entre dans la sphère culturelle en collaborant avec Jules Salles pour une série de portraits. En 1846, il épouse un de leurs modèles, Anne Pons.
Ayant réalisé des relevés et des croquis de vestiges romains, il est l'auteur de plusieurs ouvrages d'histoire locale et sur les idiomes méridionaux. Ayant été sollicité par Auguste Pelet, il effectue des maquettes des principaux monuments nîmois.
Il meurt à Nîmes en 1895.

## Ouvrages
- Languedoc et Provence : guide historique et pittoresque dans Nimes et ses environs, Nîmes, Ballivet, 1856 (BNF 44729240).
- Monographie de la fontaine de Nîmes : histoire et description des jardins et monuments qu'elle renferme, Nîmes, Ballivet, 1859 (BNF 36058899).
- Album de l'étranger dans Nîmes et les environs, Nîmes, Roger et Laporte, 1865 (BNF 44729335).
- Dictionnaire analogique et étymologique des idiomes méridionaux qui sont parlés depuis Nice jusqu'à Bayonne et depuis les Pyrénées jusqu'au centre de la France, Nîmes, Baldy-Riffard, 1875 (BNF 30138736).
- La Famille nombreuse dans l'histoire de nos jours, Bourg, Berthod, 1921 (BNF 31851380)  — posthume.
- Guide aux monuments de Nîmes et au pont du Gard, Nîmes, Lacour, coll. « Rediviva », 1988  (ISBN 2-86971-046-1)  — posthume.